# Curahuara de Carangas
Curahuara de Carangas è un comune (municipio in spagnolo) della Bolivia nella provincia di Sajama (dipartimento di Oruro) con 6.514 abitanti (dato 2010).

## Cantoni
Il comune è suddiviso in 4 cantoni.
- Caripe
- Curahuara de Carangas
- Laguna
- Sajama